# Слоны — мои друзья
«Слоны — мои друзья» (хинди हाथी मेरे साथी, Haathi Mere Saathi) — индийский драматический фильм на языке хинди 1971 года, снятый М. А. Тирумугамом по сценарию дуэта Салим-Джавед с диалогами Индера Раджа Ананда. Фильм стал самым большим кассовым хитом года, а также получил признание критиков. Главные роли исполнили актёры Раджеш Кханна и Тануджа.

## Сюжет
Оказавшись в детстве в джунглях, Раджу был спасён слонами. Став взрослым, он стал зарабатывать себе на жизнь, выступая вместе с этими могучими животными. Встретив Тану, родившуюся в достатке, он влюбляется, и девушка отвечает ему взаимностью. Они женятся, несмотря на недовольство отца Тану. Однако семейная жизнь омрачается финансовыми проблемами, а после появления ребёнка, Тану начинает переживать за его безопасность и решает уйти от мужа.

## В ролях
- Раджеш Кханна — Радж Кумар, он же Раджу
- Тануджа — Тануджа, она же Тану
- Мадан Пури — Ратанлал, отец Тану
- К. Н. Сингх — Сарван Кумар
- Дэвид Абрахам — Джонни Чача
- Суджит Кумар — Гангу
- Абхи Бхаттачарья — отец Раджу
- Джуниор Махмуд — Чоте / Джамуре
- Кумари Нааз — Паро

## Производство
Фильм задумывался как ремейк тамильского Deiva Cheyal 1967 года, снятого по сценарию М. М. А. Чиннаппы Тевара. Хотя фильм не имел особого успеха, брат сценариста М. А. Тирумугам решил переснять его на хинди. Чиннаппа Тевар выступил в качестве продюсера.
На главную роль был приглашен суперзвезда 1970-х — Раджеш Кханна. Кханна в тот момент собирался выкупить понравившийся ему дом и нуждался в крупной сумме денег, поэтому согласился на съёмки за неслыханный на тот момент 5 лакх наличными, не имея представления о фильме. Когда сценарий показался ему слишком плохим, он обратился к дуэту сценаристов Салим-Джавед, с которыми подружился на съёмках фильма Andaz (1971), и договорился с продюсером о том, что они перепишут сценарий. В то время Салим Хан и Джавед Ахтар официально не были командой, поскольку были сотрудниками сюжетного отдела Sippy Films. «Слоны — мои друзья» стал их первым фильмом как дуэта.
Поскольку сюжет оригинального фильма, по мнению сценаристов, мог не найти отклика у хинди-язычного зрителя, Кханна сказал им, что они могут поменять всё что угодно, оставив только главного героя и четверых слонов. Продюсер имел схожие мысли. Первый черновик нового сценария был готов через двадцать дней. Пока Салим-Джавед занимались сценарием, Кханна обратился к композиторам Лакшмиканту и Пьярелалу и поэту Ананду Бакши и записал песню Chal Chal Mere Saathi. Для того чтобы добиться одобрения сценария продюсером и режиссёром, актёр устроил выступление у себя дома, где чтение сценария в нужный момент дополнялось музыкальным сопровождением. В итоге у продюсера было только одно возражение — к сцене, в которой герой напился, и опьянение заменили лихорадкой. Несколько дней спустя с помощью переводчика прошло чтение сценария для преимущественно тамильской съёмочной группы.

## Саундтрек
| №  | Название                                      | Исполнители                    | Длительность |
| -- | --------------------------------------------- | ------------------------------ | ------------ |
| 1. | «Dhak Dhak Kaise Chalti Hai Gaadi Dhak Dhak»  | Lata Mangeshkar, Kishore Kumar |              |
| 2. | «Sunja Aa Thandi Hawa, Tham Ja Ae Kali Ghata» | Lata Mangeshkar, Kishore Kumar |              |
| 3. | «Dilbar Jaani Chali Hawa Mastani»             | Lata Mangeshkar, Kishore Kumar |              |
| 4. | «Duniya Me Rehna Hai To»                      | Kishore Kumar                  |              |
| 5. | «Chal Chal Mere Saathi»                       | Kishore Kumar                  |              |
| 6. | «Nafrat Ki Duniya Ko»                         | Mohammed Rafi                  |              |